# Scanning probe microscopy
Scanning probe microscopy (SPM) is een microscopietechniek, waar met een sonde (Engels: probe) het oppervlak van een substraat op atoomschaal wordt verkend en in gescand. Het is dan ook een veelgebruikte karakteriseringstechniek voor materiaaloppervlakten binnen het vakgebied der materiaalkunde en vastestoffysica. De techniek werd ontwikkeld na de uitvinding van Scanning tunneling microscopy in 1981.
SPM heeft een aantal grote voordelen ten opzichte van elektronenmicroscopen:
- Het preparaat hoeft niet elektrisch geleidend te zijn;
- er is geen hoogvacuüm nodig;
- preparaten kunnen zelfs "onder" een vloeistof worden onderzocht;
- de kostprijs is aanzienlijk lager dan die van een elektronenmicroscoop.

Met deze techniek kunnen verschillende materiaaleigenschappen in beeld worden gebracht, afhankelijk van het soort sonde dat wordt gebruikt.
Enkele bekende SPM-technieken zijn:
- Atomic force microscopy (AFM), waarbij de vanderwaalskrachten worden geregistreerd;
- Magnetic force microscopy (MFM), waarbij de magnetische veldkrachten worden geregistreerd;
- Scanning tunneling microscopy (STM), waarbij de stroom van tunnelende elektronen wordt geregistreerd;
- Electrostatic force microscopy (EFM), waarbij de elektrostatische veldkrachten worden geregistreerd;
- Lateral force microscopy (LFM);
- Scanning capacitance microscopy (SCM), waarbij de elektrostatische capaciteit wordt geregistreerd;
- Scanning ion-conductance microscopy (SICM), waarbij de een electrode als sonde wordt gebruikt